# إتلي إكميك
إتلي إيكميك هو طبق منشأه قونية في تركيا. إتلي إكميك "Etli ekmek" تعني "الخبز باللحم" باللغة التركية. وهو شائعٌ جدًا في مدن المناطق الوسطى من تركيا. يمكن شراء إتلي إيكميك من المخابز التركية (مطاعم المخابز).

## أنظر أيضاً
- باسترماليا
- خشبوري
- كانتيك
- لحم بعجين (لحمعجون)
- بيدا